# Stephanie Johnson
Stephanie Johnson is een personage uit de soapserie Days of our Lives. Ze werd op het scherm geboren op 19 februari 1990. In 1992 verdween het personage uit de serie en ze keerde in juli 2006 terug gespeeld door de 23-jarige Shayna Rose. In januari 2007 werd Rose vervangen door de vier jaar jongere Shelley Hennig.

## Personagebeschrijving
Stephanie is de dochter van Steve Johnson en Kayla Brady. In de zomer van 2006 keerde ze na meer dan een decennium terug naar Salem. Ze werd door haar moeder opgevoed in Los Angeles terwijl haar vader Steve dood gewaand werd.